# Max Welti

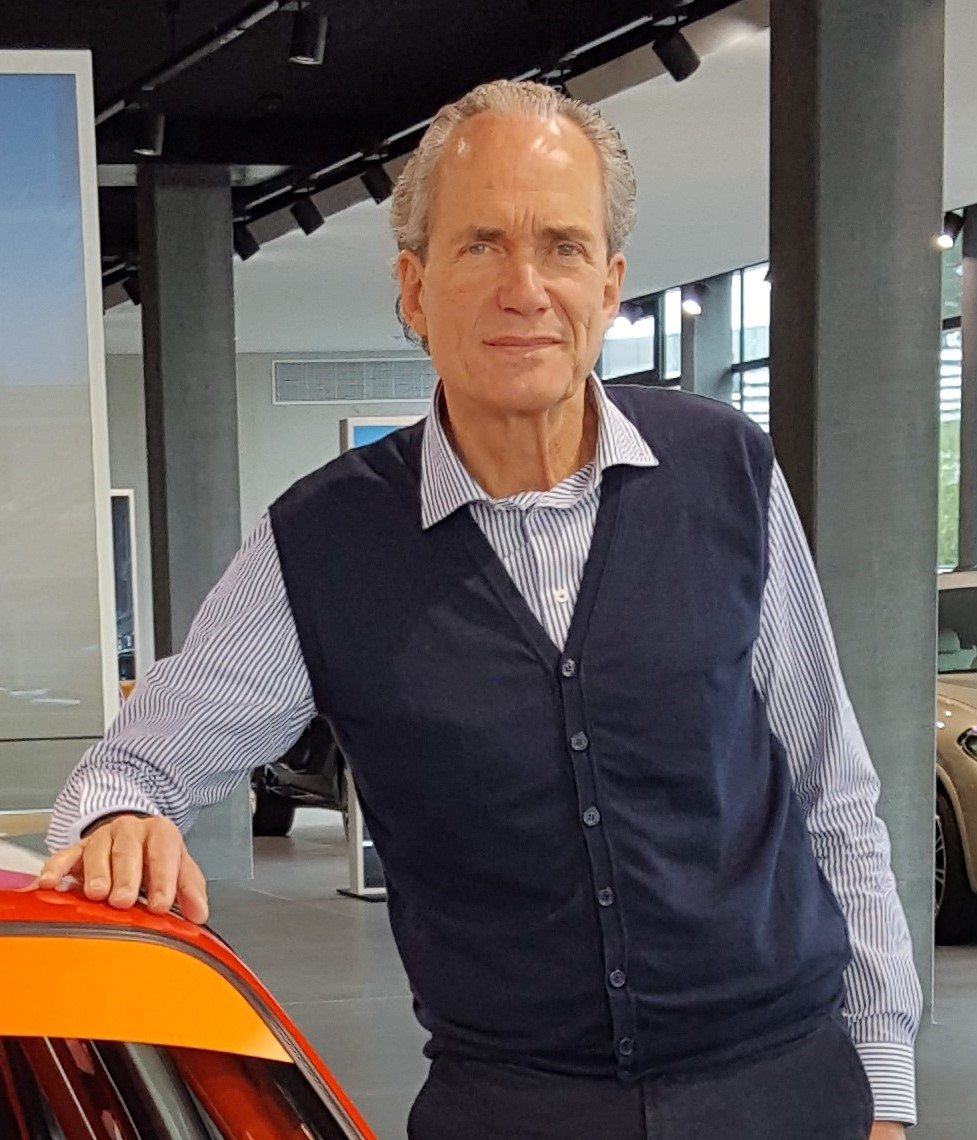
Max Welti 2018

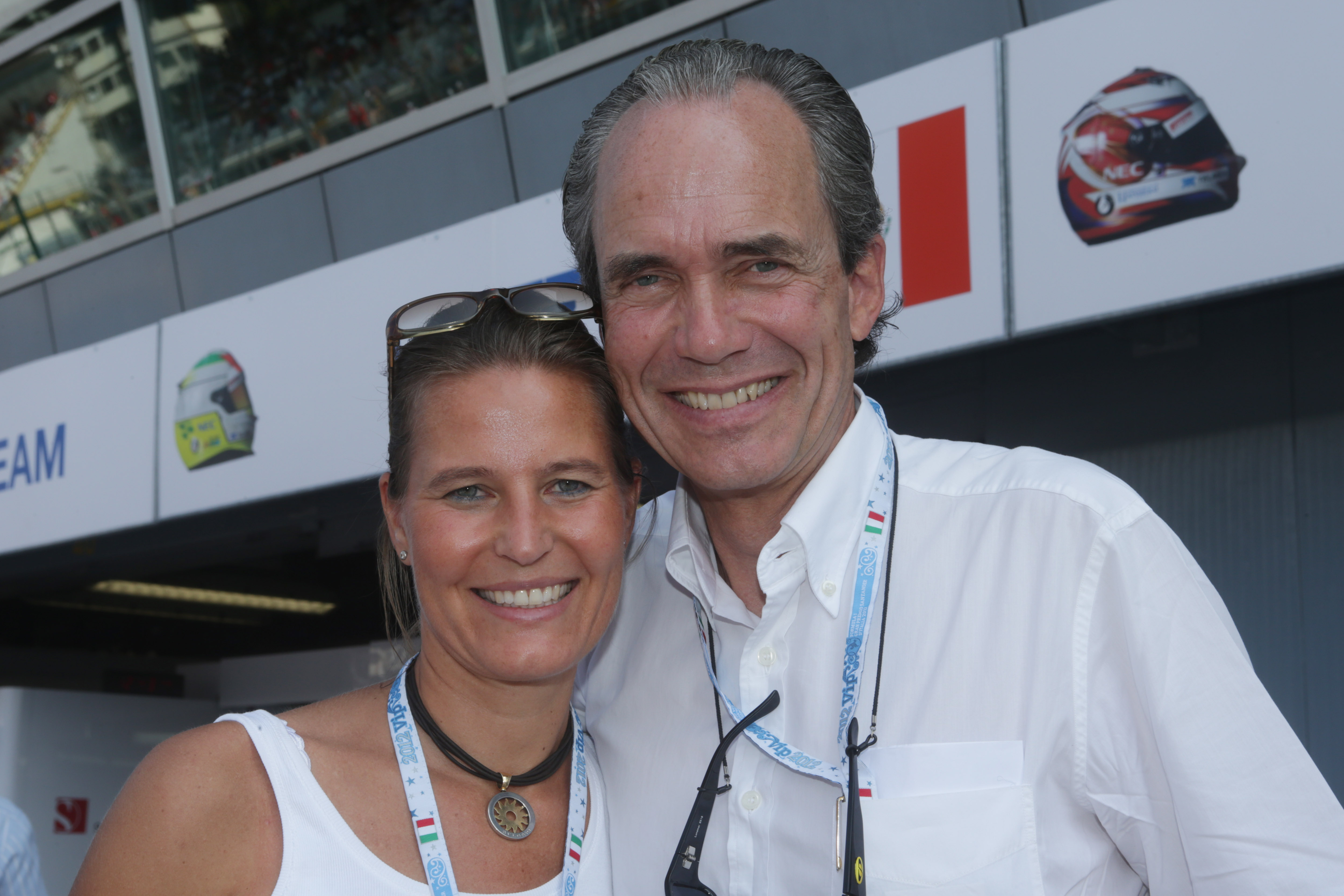
Max & Anke Welti 2012 in Monza

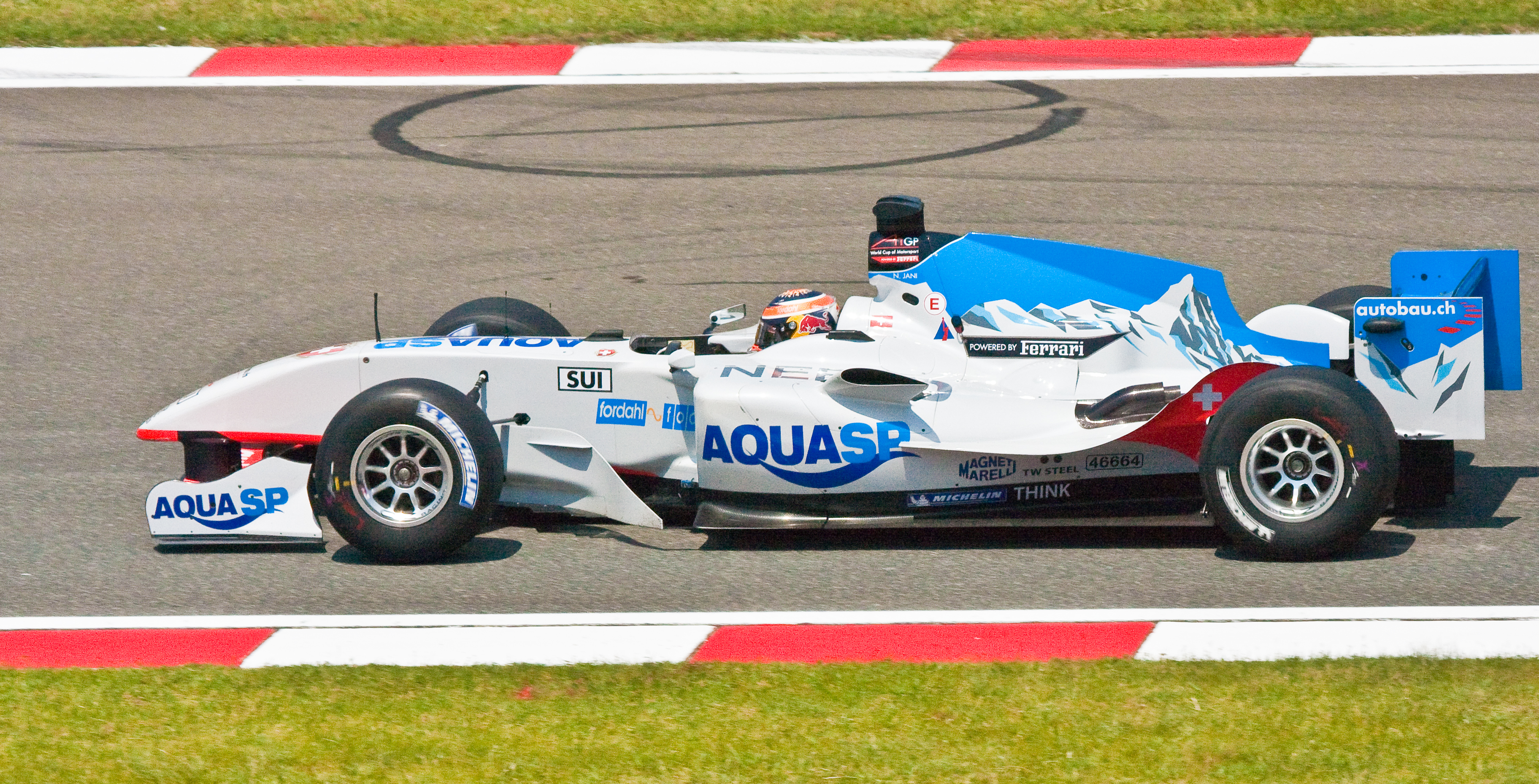
A1 Team Switzerland – Kyalami 2009

Max Welti (geb. 6. September 1952 in Zürich, Schweiz) ist ein ehemaliger Schweizer Automobilrennfahrer, Saubers erster Teammanager und als solcher Doppelsieger der 24 Stunden von Le Mans sowie zweifacher Sportwagen-Weltmeister mit Sauber Mercedes.  Fünf Jahre später gewinnt er die 24 Stunden von Le Mans ein zweites Mal mit Porsche als verantwortlicher Rennleiter. Danach kehrte er zu Sauber als Gesamtverantwortlicher der Sauber-Formula One Operation zurück. 2000 wurde Welti CEO der europäischen Silhouetten Tourenwagen Rennserie „V8STAR“, bevor er 2005 Teambesitzer des A1 Team Switzerland wurde. Als Motorsport-Stratege und Berater ist Welti heute international für OEMs, Promotoren und Serienveranstalter tätig.

## Karriere

### 1975–1990: Vom aktiven Rennfahrer zum Team-Manager, Le Mans Sieger und Weltmeister
Welti studierte Maschinenbau an der EPFL und der ETH Zürich, während er begann Rennen zu fahren.
Er fuhr drei Jahre in der Schweizer Sport Prototypen Meisterschaft, die er 1980 auf einem Wittwer March BMW gewinnt.
Nach seiner aktiven Rennfahrerzeit wechselte Welti ins operative Renngeschäft und wurde Saubers erster Team-Manager. Er half dem Team zu einem der erfolgreichsten im Langstreckensport zu werden.
1986 bescherten Mike Thackwell und Henri Pescarolo dem Sauber-Mercedes-Team den ersten Sieg beim 1000 km Rennen am Nürburgring. Zwei Jahre später kämpfte das Schweizer Team, mit Unterstützung des deutschen Elektroriesen AEG, gegen Jaguar um den Sportwagen-Weltmeistertitel. 1989 kehrte Mercedes-Benz offiziell in den Rennsport zurück und die Rennfahrzeuge wurden erstmals seit 1956 wieder silber lackiert. Jean-Louis Schlesser gewann in diesem Jahr den Fahrer-Weltmeistertitel. Das Team dominierte den Konstrukteurstitel und gewann sieben von insgesamt acht Rennen. Beim 24-Stunden-Rennen von Le Mans holte das Team mit den „neuen Silberpfeilen“ einen Doppelsieg. Erste wurden Jochen Mass/Manuel Reuter/Stanley Dickens, als zweite überquerten Mauro Baldi/Kenny Acheson/Gianfranco Brancatelli die Ziellinie. 1990 teilten sich Schlesser und Baldi den Fahrertitel, während Mass abwechslungsweise mit den drei Mercedes-Junioren fuhr: Michael Schumacher, Karl Wendlinger und Heinz-Harald Frentzen. Das Team gewann nach 1989 zum zweiten Mal den Konstrukteurstitel in der Sportwagen-Weltmeisterschaft.

### 1991–1994: Porsche-Rennleiter
Porsche holte Welti 1991 für das F1 Footwork Porsche Team in die Rennabteilung nach Weissach. Der Porsche-Motor erwies sich jedoch als nicht konkurrenzfähig und Welti zog daraufhin das Team aus der Formel 1 zurück. Als Porsche-Motorsportchef weltweit ist er für die komplette Reorganisation der Motorsportabteilung verantwortlich. 1993 ruft Welti den Porsche Supercup ins Leben und führt die Verhandlungen mit F1-Boss Bernie Ecclestone. Seitdem findet der neue Supercup bis heute als internationaler Markenpokal im Rahmenprogramm der Formel 1 statt. 1994 feiert Welti mit seinem Porsche Werksteam einen weiteren Triumph beim 24-Stunden-Rennen von Le Mans, diesmal mit einer massiv weiterentwickelten Version des Porsche 962. Zusammen mit Renningenieur Norbert Singer als Projektleiter werden in Rekordzeit zwei Rennwagen und ein Reservefahrzeug entwickelt, gebaut und getestet sowie zum Rennen nach Le Mans gebracht. Die siegreichen Fahrer sind Mauro Baldi/Hurley Haywood/Yannick Dalmas.

### 1995: Vize-Präsident und Gesamtverantwortlicher Sauber Formel 1
1995 entscheidet sich Welti als Teamchef des neuen Formel 1 Teams zu Sauber zurückzukehren. Er restrukturiert die Teamorganisation und baut die enge Beziehung zum malaysischen Sponsor Petronas sowie zum Mitinhaber Red Bull auf. Gleiches gelingt ihm im Folgejahr zum Motorenhersteller Ferrari. Bereits 1995 führt er das Team in Monza mit Heinz-Harald Frentzen zu seinem ersten Podestplatz in der Formel 1.
Ab 2000 ist Welti als Geschäftsführer für den Aufbau der Tourenwagenrennserie V8STAR in Deutschland verantwortlich gewesen. Die Meisterschaft findet mit Rohrrahmenfahrzeugen sowie Silhouetten namhafter Hersteller wie Jaguar, Volkswagen, Opel, Ford, Lexus, Audi und BMW statt. Unter der Haube befinden sich einheitliche V8-Motoren, die von Stars wie den ehem. Formel-1-Fahrern Christian Danner und Johnny Cecotto pilotiert werden.

### 2005–2009: Teamdirektor Schweizer Nationalteam – A1 GP Worldcup of Motorsport
2005 wurde Welti Franchisenehmer und Teamdirektor im A1 GP Worldcup of Motorsport und baute das Schweizer Motorsport-Nationalteam auf. Er holte Neel Jani zu sich ins Team, von dessen Talent er schon lange überzeugt war. 2008 gewann das A1 Team Switzerland den World Cup of Motorsport und wurde 2006 und 2009 Vizeweltmeister. Welti gab auch anderen Schweizer Fahrern eine Chance, sich ins Rampenlicht zu stellen; dazu gehörten Marcel Fässler, Sébastien Buemi, Alexandre Imperatori, Tom Dillmann, Rahel Frey and Natacha Gachnang. Auch Romain Grosjean kam beim offiziellen Test in Le Castellet 2005 zum Einsatz. Kein anderes Team und kein Fahrer waren bei dieser Weltmeisterschaft so erfolgreich wie die Schweiz und Jani.

### 2013–2017: Volkswagen-Gruppe
Im Jahr 2013 tritt Welti erneut ins internationale Rampenlicht. Als Mitglied des Volkswagen Group Motorsport Steering Committee wird er als Motorsport-Direktor von Lamborghini Squadra Corse nach Italien geschickt, um dort eine neue Motorsportabteilung aufzubauen. Vier Jahre lang reist Welti zu allen wichtigen Rennen in Europa sowie auf dem amerikanischen Kontinent und führt Verhandlungen mit Veranstaltern, Promotern, Verbänden und Technikern der verschiedenen Rennserien.

### 2018–2023: BMW-Gruppe
Zwischen 2018 und 2023 ist Welti als strategischer Motorsport Berater für BMW tätig. Er reist zu wichtigen Rennen der WEC, IMSA, Formel E, DTM sowie WRX und ist bei den Langstreckenklassikern wie Nürburgring, Spa, Le Mans, Sebring und Daytona vor Ort.

### 2009–heute: Berater für Rennserien, Promotoren, Sponsoren und OEMs
Welti arbeitet heute international als unabhängiger Experte für Promotoren, Sponsoren und OEMs. Seit 2019 ist er zusätzlich Sporting Director der vollelektrischen SuperCharge Rennserie.

## Statistik

### Sebring-Ergebnisse
| Jahr | Team               | Fahrzeug  | Teamkollege      | Teamkollege    | Platzierung | Ausfallgrund |
| ---- | ------------------ | --------- | ---------------- | -------------- | ----------- | ------------ |
| 1984 | Team Fomfor Racing | March 83G | Francisco Miguel | Willy Valiente | Ausfall     | Motorschaden |

### Einzelergebnisse in der Sportwagen-Weltmeisterschaft
| Saison | Team          | Rennwagen | 1   | 2   | 3   | 4   | 5   | 6   | 7   |
| ------ | ------------- | --------- | --- | --- | --- | --- | --- | --- | --- |
| 1983   | Sauber Racing | Sauber C7 | MON | SIL | NÜR | LEM | SPA | FUJ | KYA |
| 1983   | Sauber Racing | Sauber C7 |     |     | 10  |     |     |     |     |

## Ehrungen
1990 wird Max Welti die „BP Racing Trophy“ verliehen, eine Auszeichnung für besondere Verdienste im Motorsport, die er für seine Erfolge mit Sauber-Mercedes entgegennehmen darf. Die begehrte „BP Racing Trophy“ wurde 1965 erstmals vergeben.
Nach dem Gewinn des Weltmeistertitels in der A1GP-Saison 2007/2008, bekommt das A1 Team Switzerland im Dezember 2008 den Auto Sport Award für besondere Verdienste um den Schweizer Motorsport verliehen. Vorherige Preisträger waren unter anderem Motorsportgrößen wie Jo Siffert, Clay Regazzoni und Peter Sauber.
2010 wird Max Welti als „Schweizer Legende des Automobilrennsports“ in der „Wall of Fame“ im Autobau Romanshorn aufgenommen.